# Козак Мамай (посібник)

Козак Мамай (посібник) — перший посібник з літературного краєзнавства Кубані за часів Незалежної України (1998 р.). Створений у співпраці краєзнавців Кубані і України (Донеччина). Наклад 3000 прим.
Над проектом працювали: Товариство «Україна», Донецький Український Культурологічний Центр, Донецьке відділення Наукового Товариства імені Шевченка, Краснодарське регіональне відділення Міжнародної академії інформатизації.
Автори-укладачі: кандидати наук В. В. Оліфіренко, В. К. Чумаченко.
До книги увійшли різноманітні жанри усного народного слова, вірші, оповідання, нариси письменників-земляків Якова Мішковського, Якова Кухаренка, Василя Мови (Лиманського), Якова Жарка, Олександра Півня, Никифора Щербини, Івана Варави, твори українських письменників Тараса Шевченка, Марка Вовчка, Дмитра Чуба. Джерельна база творів цих письменників залучена з книгозбірень України, РФ, США (Бібліотека Конгресу), Австралії.